# District de Hechuan
Le district de Hechuan (合川区 ; pinyin : Héchuān Qū) est une subdivision de la municipalité de Chongqing en Chine. Le centre urbain du district est situé à une cinquantaine de kilomètres du centre de Chongqing, au confluent de deux rivières, le Fu et le Qu, avec le Jialing.

## Géographie
Sa superficie est de 2 356,21 km2.

## Démographie
La population du district était de 1 509 094 habitants en 1999.

### Lien externe

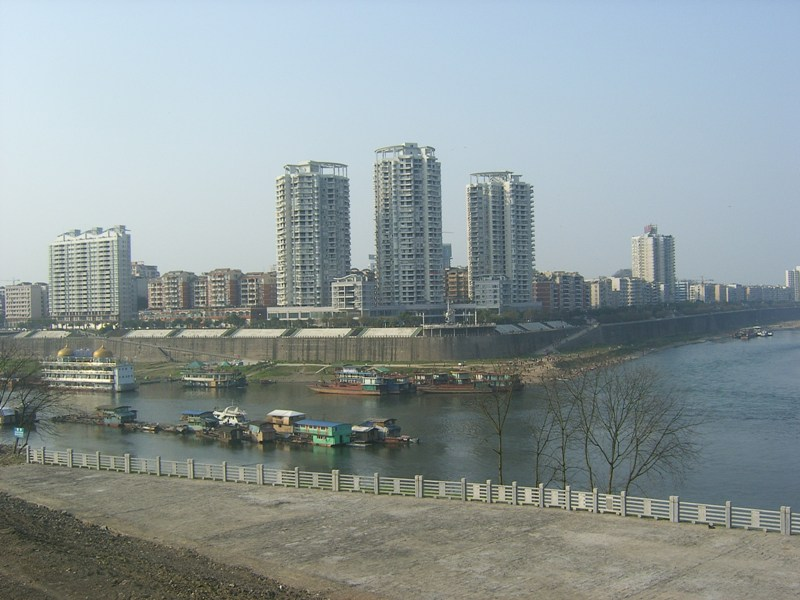
La ville de Hechuan et le confluent du Fu et du Jialing

### Sources
- Géographie : (zh) Page descriptive (Phoer.net)
- (en) Codes postaux de la municipalité de Chongqing